# UMSDOS
UMS-DOS — надстройка над файловой системой FAT (DOS), используемая для установки Linux на существующие FAT разделы. В ней добавлено использование длинных имён файлов, идентификаторов пользователя и группы (UID/GID), разрешения в стиле POSIX и специальные файлы (устройства, именованные каналы и т. д.) при этом совместимость с DOS не потеряна.